# Jeanette Schocken Preis
Der Jeanette Schocken Preis – Bremerhavener Bürgerpreis für Literatur wurde 1991 vom Bürgerverein und der Stadt Bremerhaven gestiftet.
Durch diesen Literaturpreis soll zum einen des 6. Mai 1933 gedacht werden, als auf dem Marktplatz in Bremerhaven unter öffentlichem Beifall Bücher verbrannt wurden. Zum anderen soll Jeanette Schockens, der Witwe des Bremerhavener Kaufhausbesitzers Julius Schocken, gedacht werden. Jeanette Schocken gab nach den Novemberpogromen 1938 jüdischen Mitbürgern Unterkunft und verhalf ihnen zur Ausreise. Wegen ihrer schwer erkrankten Tochter floh sie selbst nicht. Sie wurde im November 1941 nach Minsk deportiert und mutmaßlich im Vernichtungslager Maly Trostinez ermordet.
Mit dem Jeanette Schocken Preis soll ein Zeichen gesetzt werden gegen Unrecht und Gewalt, gegen Hass und Intoleranz. Die Stadt Bremerhaven finanziert die Jurysitzungen und das alle zwei Jahre anlässlich der Verleihung stattfindende Rahmenprogramm sowie in den dazwischen liegenden Jahren die Jeanette Schocken Literaturtage. Die Dotierung des Preises in Höhe von 10000 Euro (Stand 2024) wird aus Spenden des Bremerhavener Bürgervereins erbracht.
Der Jury für 2024 gehörten an: Gabriele von Arnim, Nico Bleutge, Dorothea Westphal, Kerstin Preiwuß und Tobias Lehmkuhl.
Frühere Jurymitglieder waren: Wolfgang Promies († 2002), Elsbeth Wolffheim († 2002) und Carola Stern († 2006); außerdem Helmut Böttiger, Hugo Dittberner, Wolfgang Emmerich, Zsuzsanna Gahse und Wend Kässens.

## Preisträger
- 2024 Tanja Maljartschuk[2]
- 2021 Eliot Weinberger[3]
- 2019 Dževad Karahasan
- 2017 Aris Fioretos
- 2015 Gerhard Roth
- 2013 Péter Esterházy
- 2011 Richard Sennett
- 2009 Ursula Krechel
- 2007 Lizzie Doron
- 2005 Bei Dao
- 2003 George Tabori
- 2001 Barbara Honigmann
- 1999 Tuvia Rübner
- 1997 Imre Kertész
- 1995 Louis Begley
- 1993 Hanna Krall
- 1991 Irene Dische